# NGC 1503
NGC 1503 ist eine linsenförmige Galaxie vom Hubble-Typ SB0-a im Sternbild Netz am Südsternhimmel. Sie ist schätzungsweise 252 Millionen Lichtjahre von der Milchstraße entfernt.
Das Objekt wurde am 2. November 1834 von John Herschel entdeckt.